# Molophilus forceps
Molophilus forceps är en tvåvingeart som beskrevs av Alexander 1927. Molophilus forceps ingår i släktet Molophilus och familjen småharkrankar. Inga underarter finns listade i Catalogue of Life.